# Re Start ~내일로~
〈Re Start ~내일로~〉(일본어: Re Start～明日へ～ 리스타토 아시타에[*])는 일본의 탤런트 및 성인 비디오 여배우였던 아사미 유마의 두 번째 싱글로, 2015년 5월 20일에 발매되었다. 타이틀 곡 〈Re Start ~내일로~〉는 본인이 처음으로 직접 작사, 작곡에 참여한 노래이며 작곡에 4개월이 소요되었다. B 사이드 곡인 〈정반대 LOVE!〉(うらはらLove! 우라하라Love![*])는 이노우에 토모노리(井上トモノリ)가 작사를, 이노우에 신지로(井上慎二郎)가 작곡 및 편곡을 맡았다. 싱글은 통상판과 초회한정판 A, B의 세 가지 버전으로 발매되었으며, 4월 15일에 싱글의 재킷 사진이 공개되었다. 재킷의 디자인은 크리에이티브 에이전시 kazepro가 맡았다. 4월 19일 서점 그란데에서 싱글 발매 기념 미니 라이브를 열었으며, 다음날인 20일 분카 방송의 라디오 프로그램 단미츠의 속삭임(壇蜜の耳蜜)을 통해 처음으로 방송에 공개되었다. 4월 30일 유투브를 통해 짧은 버전의 뮤직 비디오가 공개되었으며, 촬영은 스미스 감독이 맡았다. 촬영 장소는 영국 런던의 피카딜리서커스였다. 싱글은 2015년 6월 1일자 오리콘 차트에서 38위를 기록했으며, 2주간 순위권을 유지했다.

## 수록곡

### 통상판
| #            | 제목                                            | 작사              | 작곡                         | 편곡            | 재생 시간 |
| ------------ | ----------------------------------------------- | ----------------- | ---------------------------- | --------------- | --------- |
| 1.           | 〈〈Re Start ~내일로~〉 (Re Start ～明日へ～)〉 | 아사미 유마, 켈리 | 아사미 유마, 이노우에 신지로 | 이노우에 신지로 | 5:06      |
| 2.           | 〈〈정반대 LOVE!〉 (うらはらLove!)〉            | 이노우에 토모노리 | 이노우에 신지로              | 이노우에 신지로 | 3:20      |
| 3.           | 〈〈Re Start ~내일로~〉 (Instrumental)〉        | 아사미 유마, 켈리 | 아사미 유마, 이노우에 신지로 | 이노우에 신지로 | 5:06      |
| 4.           | 〈〈정반대 LOVE!〉 (Instrumental)〉             | 이노우에 토모노리 | 이노우에 신지로              | 이노우에 신지로 | 3:16      |
| 총 재생 시간 | 총 재생 시간                                    | 총 재생 시간      | 총 재생 시간                 | 총 재생 시간    | 16:50     |

### 초회한정판 A
- 초회한정판 A는 포토북이 동봉되어있다.

| #            | 제목                                            | 작사              | 작곡                         | 편곡                      | 재생 시간 |
| ------------ | ----------------------------------------------- | ----------------- | ---------------------------- | ------------------------- | --------- |
| 1.           | 〈〈Re Start ~내일로~〉 (Re Start ～明日へ～)〉 | 아사미 유마, 켈리 | 아사미 유마, 이노우에 신지로 | 이노우에 신지로           | 5:06      |
| 2.           | 〈〈정반대 LOVE!〉 (うらはらLove!)〉            | 이노우에 토모노리 | 이노우에 신지로              | 이노우에 신지로           | 3:20      |
| 3.           | 〈〈Re Start ~내일로~〉 (Acoustic Version)〉    | 아사미 유마, 켈리 | 아사미 유마, 이노우에 신지로 | 이노우에 신지로, 마모루 S | 5:03      |
| 4.           | 〈〈Re Start ~내일로~〉 (Instrumental)〉        | 아사미 유마, 켈리 | 아사미 유마, 이노우에 신지로 | 이노우에 신지로           | 5:06      |
| 5.           | 〈〈정반대 LOVE!〉 (Instrumental)〉             | 이노우에 토모노리 | 이노우에 신지로              | 이노우에 신지로           | 3:16      |
| 총 재생 시간 | 총 재생 시간                                    | 총 재생 시간      | 총 재생 시간                 | 총 재생 시간              | 21:53     |

### 초회한정판 B
- 초회한정판 B는 DVD가 동봉되어있다.

| #            | 제목                                            | 작사              | 작곡                         | 편곡                      | 재생 시간 |
| ------------ | ----------------------------------------------- | ----------------- | ---------------------------- | ------------------------- | --------- |
| 1.           | 〈〈Re Start ~내일로~〉 (Re Start ～明日へ～)〉 | 아사미 유마, 켈리 | 아사미 유마, 이노우에 신지로 | 이노우에 신지로           | 5:06      |
| 2.           | 〈〈정반대 LOVE!〉 (うらはらLove!)〉            | 이노우에 토모노리 | 이노우에 신지로              | 이노우에 신지로           | 3:20      |
| 3.           | 〈〈Re Start ~내일로~〉 (Acoustic Version)〉    | 아사미 유마, 켈리 | 아사미 유마, 이노우에 신지로 | 이노우에 신지로, 마모루 S | 5:03      |
| 4.           | 〈〈Re Start ~내일로~〉 (Instrumental)〉        | 아사미 유마, 켈리 | 아사미 유마, 이노우에 신지로 | 이노우에 신지로           | 5:06      |
| 5.           | 〈〈정반대 LOVE!〉 (Instrumental)〉             | 이노우에 토모노리 | 이노우에 신지로              | 이노우에 신지로           | 3:16      |
| 총 재생 시간 | 총 재생 시간                                    | 총 재생 시간      | 총 재생 시간                 | 총 재생 시간              | 21:53     |

| #  | 제목                                                              | 재생 시간 |
| -- | ----------------------------------------------------------------- | --------- |
| 1. | 〈뮤직 비디오 (Re Start ～明日へ～ (Music Video))〉               | 0:00      |
| 2. | 〈자켓 메이킹 (Re Start ～明日へ～ (Jacket Shooting Making))〉    | 0:00      |
| 3. | 〈뮤직 비디오 메이킹 (Re Start ～明日へ～ (Music Video Making))〉 | 0:00      |